# Hådells gammelskog
Hådells gammelskog är ett naturreservat och Natura 2000-område i Gävle kommun, tre kilometer norr om Bergby.
Hådells gammelskog består främst av gammal tallskog i blockrik morän. En mängd brandljud på stammarna visar att skogen fått sköta sig själv under lång tid. Inom området finns även mindre granskogspartier och tallmossar rika på skvattram. Skogen är ett populärt tillhåll för tretåig hackspett, slaguggla, tjäder och järpe. På grova aspar inom reservatet växer lunglaven.
Vid infarten till naturreservatet finns en rekonstruerad skoghuggarkoja som fungerar som raststuga för besökare. Området är skyddat sedan 1999 och omfattar 15 hektar.